# Cadeau

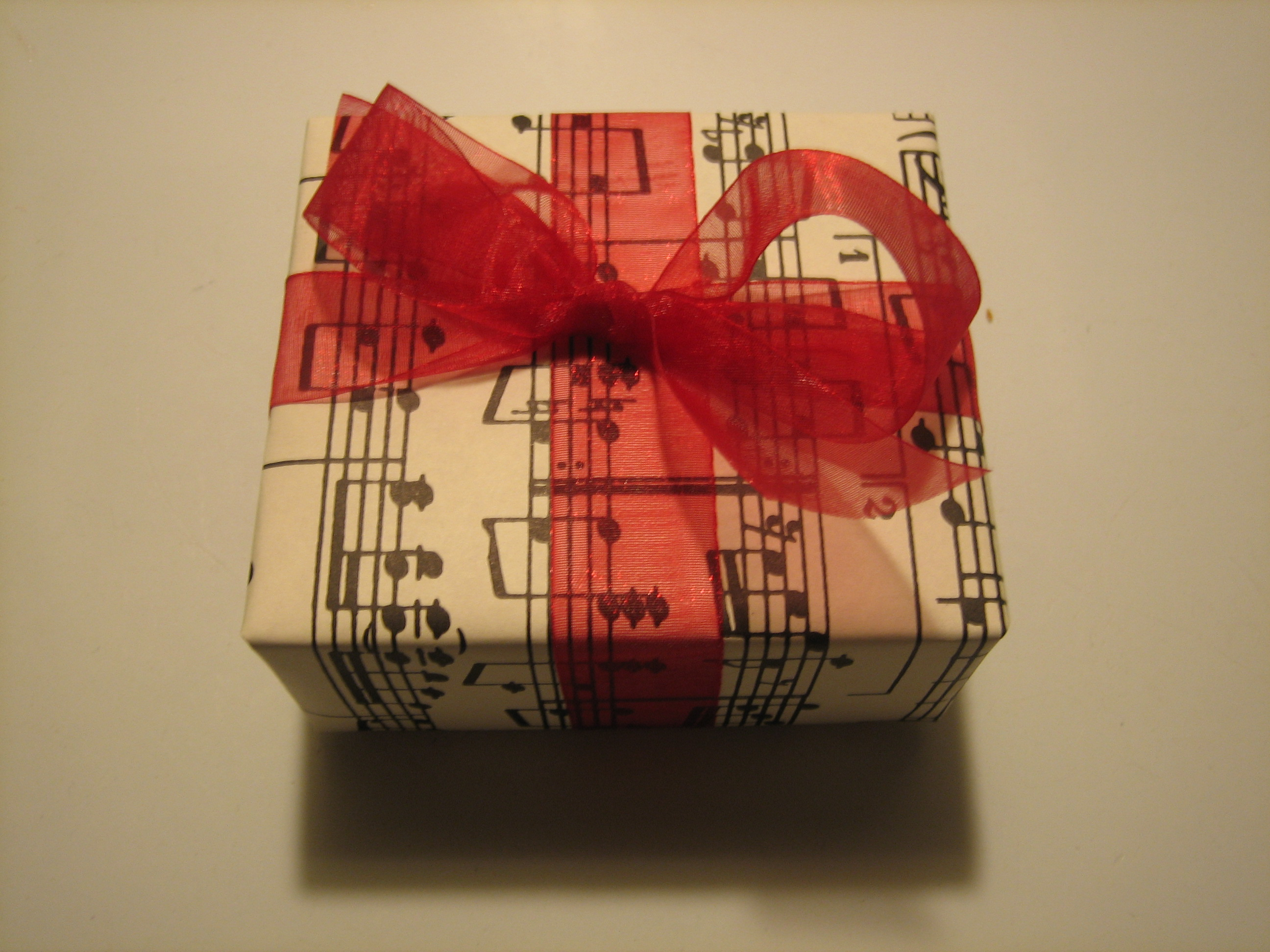
Ingepakt cadeau

Een gift, cadeau, geschenk of  present is het vrijwillig afstaan van producten van de ene partij aan de ander zonder betaling of tegenprestatie. Als het product niet vrijwillig wordt afgestaan, maar zonder toestemming wordt toegeëigend, dan is sprake van diefstal. Als er sprake is van directe of uitgestelde betaling, dan is de transactie handel. Binnen het recht wordt wel van een schenking gesproken.

## Wederkerigheid
Hoewel een gift expliciet veelal geen tegenprestatie vereist, is dit impliciet niet altijd het geval. Afhankelijk van culturele bepalingen en sociale afstand kan er sprake zijn van wederkerigheid. Bij algemene wederkerigheid tussen verwanten wordt er niet direct een tegenprestatie verwacht, maar wordt er wel solidariteit zodra dit nodig is. Als de sociale afstand groter wordt, dan wordt het evenwicht belangrijker en de tegenprestatie veelal vrijwel direct verwacht. Deze evenwichtige wederkerigheid kan veranderen in negatieve wederkerigheid bij vreemdelingen en vijanden waarbij men probeert om een gift te verkrijgen zonder hier een tegengift tegenover te stellen. De extreme vorm daarvan is diefstal, terwijl altruïsme daar het tegenovergestelde van is.

## Gelegenheden om geschenken te geven
In de Europese cultuur worden geschenken vooral gegeven bij bepaalde gelegenheden zoals geboorte, doopsel, verloving, huwelijk, huwelijksjubileum en verjaardag. Ook bij het bezoeken van een zieke kan men een geschenk geven. Bepaalde feesten kunnen aanleiding zijn tot het geven van geschenken: Nieuwjaarsdag, Pasen, het Sinterklaasfeest en het Kerstfeest.
Wanneer een kind uit een katholiek gezin zijn eerste communie doet, is dit ook aanleiding voor het schenken van een cadeau.

## Culturele verschillen
Cadeaus worden vaak gegeven om een felicitatie, bijvoorbeeld bij een verjaardag, meer kracht te geven. Cadeaus worden vaak in speciaal daarvoor bestemd cadeaupapier ingepakt om de nieuwsgierigheid naar wat er in zit te versterken.
Niet iedere cultuur gaat gelijk om met het ontvangen van cadeaus. In Suriname is het bijvoorbeeld gewoonte een cadeau na ontvangst niet direct uit te pakken om zo de gever niet te beledigen mocht het cadeau niet in de smaak vallen. Zo is het ook taboe  zeep cadeau te doen, om de suggestie te vermijden dat de ontvanger zou stinken.
In Japan worden een boel cadeaus gegeven om nooit uitgepakt te worden, doch slechts doorgegeven worden. De gever weet vaak niet wat hij/zij geeft omdat deze het ook maar recentelijk heeft gekregen en het uiteraard niet heeft uitgepakt. Het gaat hier meestal niet om verjaardagscadeaus, maar om presentjes voor zakenrelaties.
In Zwitserland zal men z'n uiterste best doen het cadeaupapier niet te scheuren tijdens het uitpakken om niet hebberig over te komen.
Naast materiële cadeaus (die men aan iemand schenkt) komen ook immateriële cadeaus voor. Zo kan bijvoorbeeld een voormalig patiënt zijn genezing als cadeau ervaren, of zo kan iemand het weerzien van iemand die men lang niet gezien en gemist heeft als cadeau ervaren.

## Gelegenheden waar cadeaus de regel zijn
Niet bij iedere feestdag worden cadeaus gegeven. Toch kan een cadeautje bij verschillende gelegenheden passen. Cadeaus kunnen worden geschonken en ontvangen op de volgende feestdagen en gelegenheden:
- Moederdag
- Vaderdag
- Verjaardag
- Housewarming
- Afscheid (afscheidscadeau)
- Sinterklaas
- Kerstmis, zie kerstcadeau (traditie)
- Beterschap (beterschapscadeau)
- Bedanken (een cadeau om dankbaarheid te tonen)
- Relatie onderhouden (vooral zakelijk)